# Virgin Atlantic Airways
Virgin Atlantic – brytyjska linia lotnicza należąca do Virgin Group (51%) i Delta Airlines (49%). Główna siedziba znajduje się w Crawley (West Sussex), w Anglii, blisko londyńskiego lotniska Gatwick.
Linia obsługuje połączenia pomiędzy Wielką Brytanią a Ameryką Północną, Karaibami, Azją i Australią z głównych baz – Gatwick oraz Heathrow, używając jedynie samolotów szerokokadłubowych.
2 marca 2023 linie dołączyły do sojuszu linii lotniczych SkyTeam.

## Historia

### Pomysł i powstanie
Randolph Fields (amerykański prawnik) tuż po zakończeniu Wojny o Falklandy w 1982, postanowił wykorzystać moment na rozwinięcie intratnego biznesu, jakim niewątpliwie było ustanowienie połączenia lotniczego pomiędzy Falklandami a Wielką Brytanią.
Skontaktował się z Alanem Hellarym, czołowym pilotem prywatnych brytyjskich linii lotniczych Laker Airways, który w tym samym czasie myślał o ustanowieniu komercyjnych lotów pomiędzy tymi regionami. Razem z pracownikami upadłych linii Laker Airways zaczęli pracować nad realizacją pomysłu, nadając nowym liniom nazwę British Atlantic Airways.
Z powodu zbyt krótkiego pasa startowego lotniska Port Stanley w stolicy Falklandów – pomysł został porzucony. Zamiast tego Hellary i Fields próbowali zapewnić BAA licencję na loty pomiędzy Londynem-Gatwick a Nowym Jorkiem JFK. Podanie zostało odrzucone w maju 1983 po protestach British Airways, British Caledonian i British Airports Authority. Wobec tego Hellary i Fields ubiegali się o licencję na loty pomiędzy Gatwick a Newarkiem; trasę tę miały obsługiwać DC-10 mogące pomieścić 380 pasażerów. Perspektywa bezpośredniej konkurencji z amerykańską tanią lotniczą People Express zmusiła do rezygnacji z kolejnego pomysłu.
Poszukując dodatkowego źródła finansowania Randolph Fields poznał Richarda Bransona (pomysłodawca i założyciel Virgin Group) podczas przyjęcia w Londynie, wtedy też zaproponował mu spółkę. Po długich negocjacjach Fields zgodził się na obniżenie wielkości swoich udziałów w BAA do 25%, zmianę nazwy na Virgin Atlantic i sam został pierwszym przewodniczącym. Po rozbieżnościach co do zarządzania firmą wykupiono udziały Fieldsa za sumę miliona funtów, z dodatkową zapłatą po pierwszej dywidendzie. Po ingerencji Sądu Najwyższego, tę dodatkową płatność Fields otrzymał na krótko przed śmiercią w 1997.
22 czerwca 1984 Virgin Atlantic zainaugurowały połączenie pomiędzy Gatwick i Newark Boeingiem 747-200 wyleasingowanym dawniej należącym do Aerolíneas Argentinas. Linia zaczęła przynosić zyski już podczas pierwszego roku działalności. Dzięki wsparciu ze strony siostrzanej Virgin Records nabyła zdolność do sfinansowania używanego 747-200.

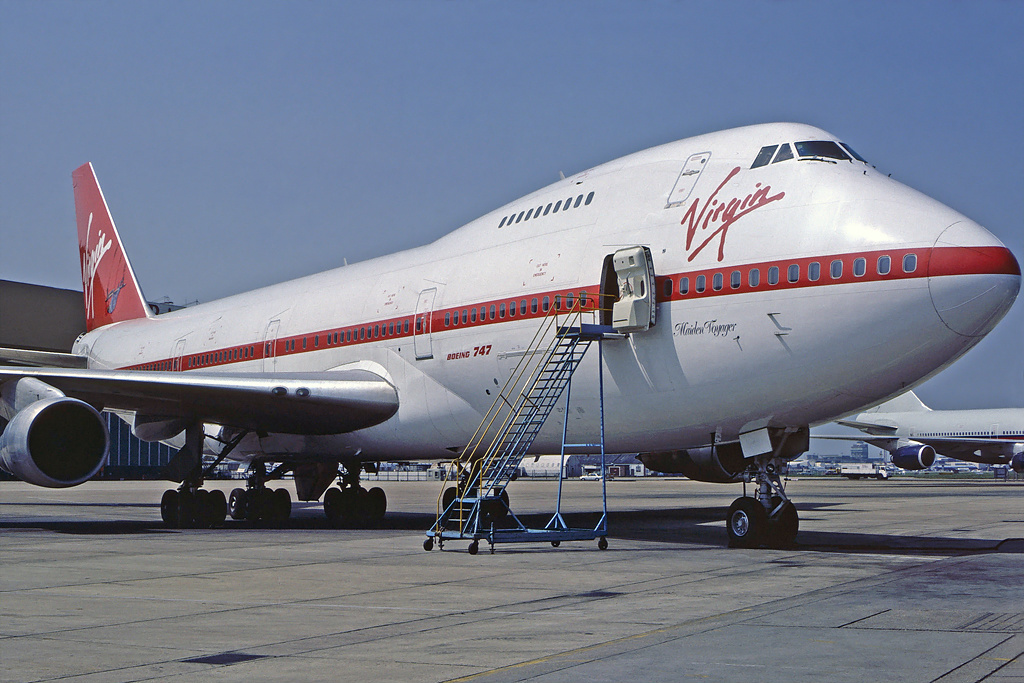
Boeing 747-200 Maiden Voyager

### Rozwój
W 1986 Virgin Atlantic Airways nabyły kolejnego Boeinga 747, którego włączyła do służby na trasie Gatwick-Miami. Dodatkowa maszyna włączyła się także w loty z Gatwick do Nowego Jorku (1988), Tokyo(1989), Los Angeles (1990), Boston (1991) i Orlando (1992). W 1987 uruchomiono połączenie pomiędzy Luton a Dublinem (samolot – Vickers Viscount, wycofany w 1990).

### Późniejsze lata

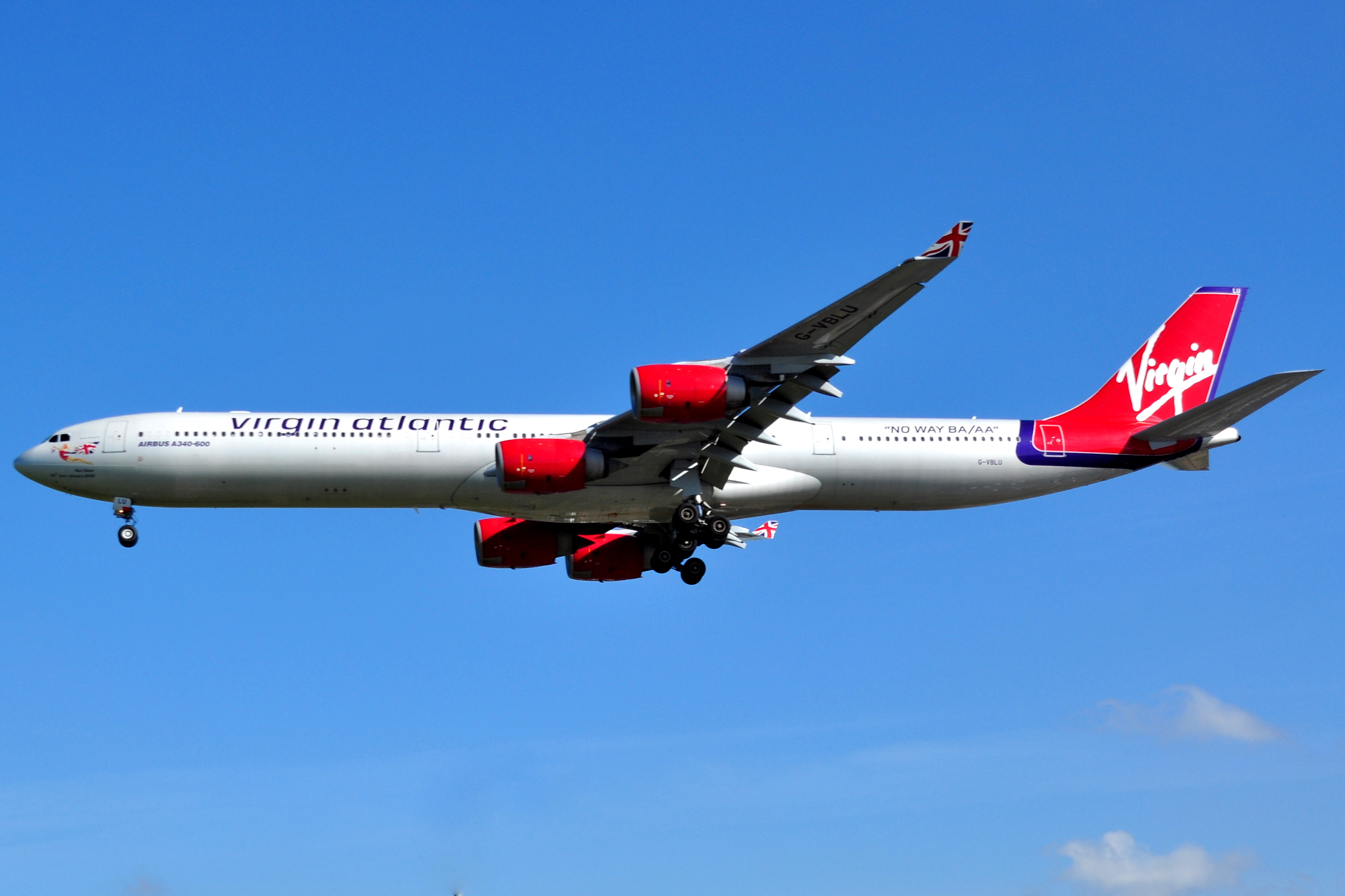
Obecnie niewykorzystywany przez linię Airbus A340 w starym malowaniu

W marcu 2000 Virgin Group sprzedały 49% udziałów w Virgin Atlantic Airways liniom lotniczym Singapore Airlines, pozostając w posiadaniu 51%.
W czerwcu 2002 Virgin Atlantic kupiły pierwszego Airbusa A340-600. W 2003 Virgin Atlantic obsłużyły 3,8 miliona pasażerów, liczba ta wzrosła do 4,6 miliona w 2006, co usytuowało linie na siódmym miejscu w rankingu brytyjskich linii lotniczych pod względem ilości pasażerów, oraz na drugim pod względem przebytych odległości, ze względu na długodystansowe loty.
31 października 2005 Virgin Atlantic dokonał charytatywnego lotu do Islamabadu, stolicy Pakistanu, przewożąc 55 ton ładunku pomocy humanitarnej, po trzęsieniu ziemi, które miało miejsce w tym rejonie.
Virgin Atlantic wzięła udział w testach biopaliw, wykorzystując jednego ze swoich Boeingów 747. W lutym 2008 odbyły lot bez pasażerów z Heathrow do Amsterdamu, z jednym silnikiem w 20% zasilanym przez biopaliwa.
W czerwcu 2013 linie lotnicze Delta Airlines odkupiły od Singapore Airlines 49% akcji w Virgin Atlantic. Linie zamówiły Airbusa A380-800, jednak ostatecznie w marcu 2018 linie anulowały zamówienie na A380.

## Flota
Według stanu na sierpień 2025 flota Virgin Atlantic składała się z 43 samolotów pasażerskich o średnim wieku 7,3 lat:

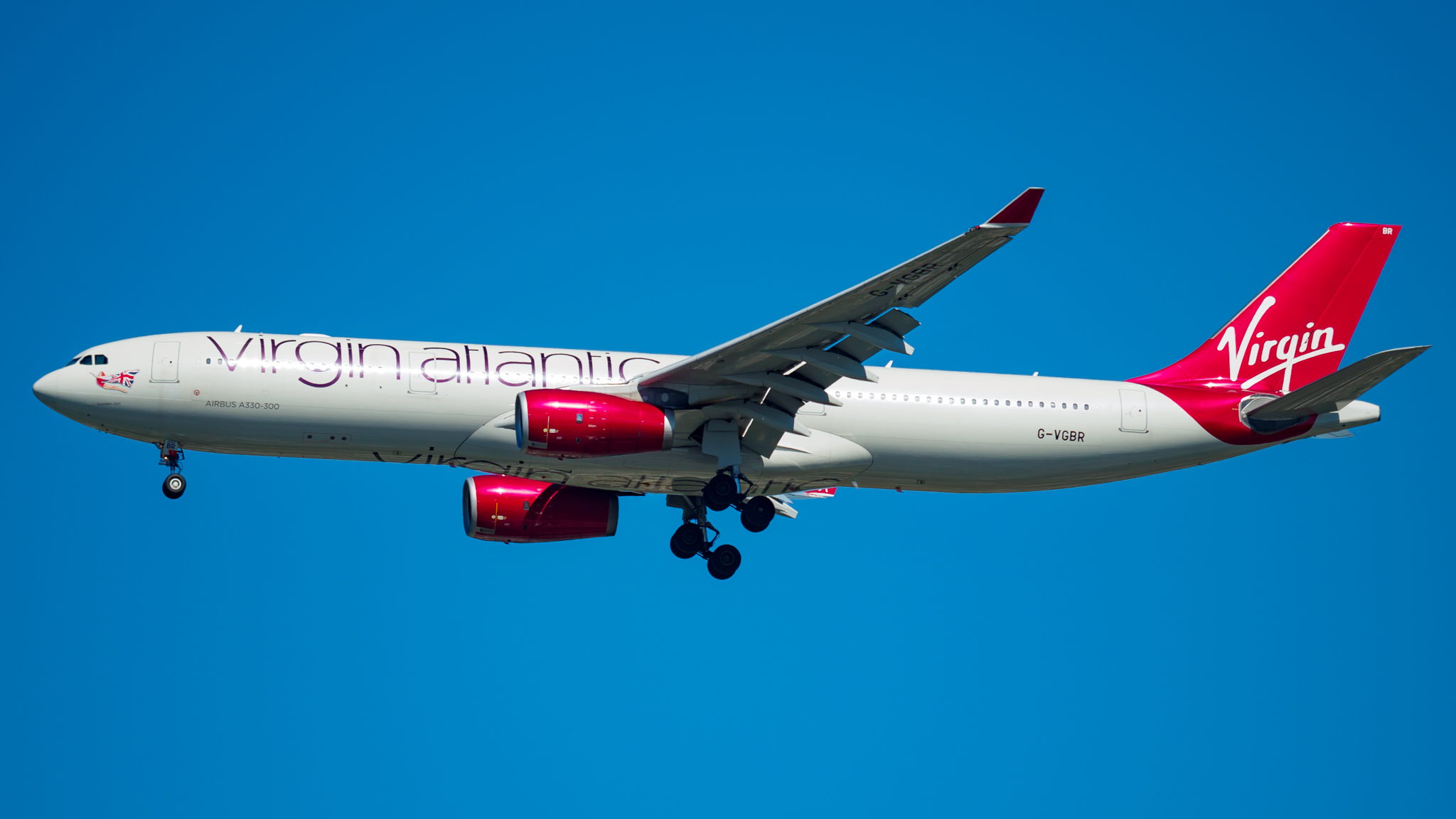
Airbus A330 należący do Virgin Atlantic Airways

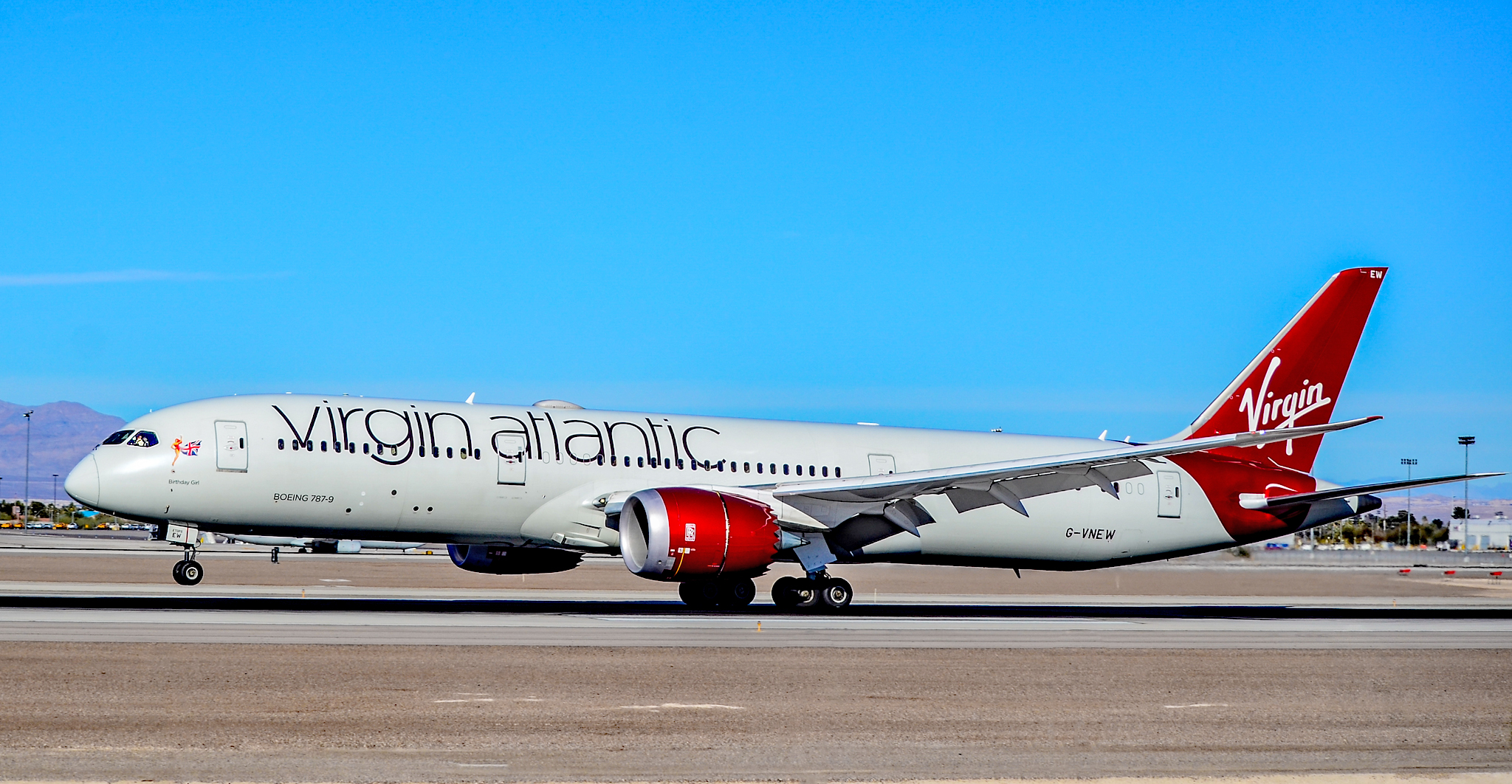
Boeing 787-9 należący do linii

| Samolot          | Samolot | Samolot   | Liczba miejsc | Liczba miejsc | Liczba miejsc | Liczba miejsc | Uwagi |
| Model            | Aktywne | Zamówione | B             | P             | E             | Łącznie       | Uwagi |
| ---------------- | ------- | --------- | ------------- | ------------- | ------------- | ------------- | ----- |
| Airbus A330-300  | 6       | –         | 31            | 48            | 185           | 264           |       |
| Airbus A330-900  | 8       | –         | 32            | 46            | 184           | 262           |       |
| Airbus A350-1000 | 12      | –         | 44            | 56            | 235           | 335           |       |
| Airbus A350-1000 | 12      | –         | 16            | 56            | 325           | 397           |       |
| Boeing 787-9     | 17      | –         | 31            | 35            | 192           | 258           |       |
| Łącznie          | 43      | 0         |               |               |               |               |       |

### Użytkowane w przeszłości
| Samolot         | Samolot  | Okres dostawy | Okres wycofania | Uwagi |
| Model           | Wycofane | Okres dostawy | Okres wycofania | Uwagi |
| --------------- | -------- | ------------- | --------------- | ----- |
| Airbus A320-200 | 6        | 1996-2013     | 2000-2015       |       |
| Airbus A321-200 | 1        | 2000          | 2001            |       |
| Airbus A330-200 | 4        | 2018          | 2020            |       |
| Airbus A330-300 | 4        | 2012          | 2024-2025       |       |
| Airbus A340-300 | 10       | 1993-2007     | 2003-2015       |       |
| Airbus A340-600 | 19       | 2002-2007     | 2012-2020       |       |
| Boeing 737-400  | 1        | 1993          | 1994            |       |
| Boeing 747-100  | 1        | 1990          | 2000            |       |
| Boeing 747-200  | 16       | 1984-2004     | 1989-2005       |       |
| Boeing 747-400  | 13       | 1994-2012     | 2013-2020       |       |
| Boeing 767-300  | 1        | 1996          | 1997            |       |
| Łącznie         | 76       |               |                 |       |

## Linie partnerskie
Virgin Atlantic Airways podpisało partnerstwo z następującymi liniami lotniczymi:
| - Air New Zealand - All Nippon Airways - El Al - Hawaiian Airlines - IndiGo | - Latam Airlines - Singapore Airlines - South African Airways - Virgin Australia |